# Dekanat Pajęczno
Dekanat Pajęczno – dekanat rzymskokatolicki należący do archidiecezji częstochowskiej. Należy do regionu radomszczańskiego.

## Parafie
Do dekanatu Pajęczno należy 8 parafii:
1. Biała – parafia św. Jana Chrzciciela w Białej
  - kościół parafialny – pw. św. Jana Chrzciciela
2. Dworszowice Pakoszowe – parafia św. Andrzeja Boboli w Dworszowicach Pakoszowych
  - kościół parafialny – pw. NMP Anielskiej
3. Kiełczygłów – parafia św. Antoniego z Padwy
  - kościół parafialny – pw.  św. Antoniego z Padwy
  - Pierzyny Małe – kościół filialny pw. NMP Królowej Polski
4. Makowiska – parafia św. Józefa Oblubieńca w Makowiskach
  - kościół parafialny – pw. św. Teresy od Dzieciątka Jezus
  - Janki – Kaplica pw. św. Stanisława BM
5. Pajęczno – parafia Narodzenia Pańskiego
  - kościół parafialny – (tymczasowa kaplica)
  - Niwiska Górne – Kościół filialny pw. bł. Honorata Koźmińskiego
6. Pajęczno – parafia Wniebowzięcia NMP
  - kościół parafialny – pw. Wniebowzięcia NMP
  - kaplica pw. NMP Łaskawej
7. Rząśnia – parafia św. Rocha
  - kościół parafialny – pw. św.  Macieja Ap
  - Broszęcin, kościół filialny – pw. św. brata Alberta Chmielowskiego
8. Wąsosz Górny – parafia św. Andrzeja Apostoła w Wąsoszu Górnym
  - kościół parafialny – pw. św. Andrzeja Apostoła

## Historia
Biskup Stefan Bareła dekretem z dnia 16 lutego 1975 roku, o reorganizacji sieci dekanalnej utworzył kilka nowych dekanatów. Rozległy dekanat siemkowicki został zlikwidowany, na jego miejsce zostały utworzone dwa nowe dekanaty – działoszyński i pajęczański. Pajęczno stało się stolicą nowo uformowanego dekanatu o tej samej nazwie.